# Chomiak
Chomiak – szczyt o wysokości 1544 m n.p.m. znajdujący się na Ukrainie w masywie Gorganów, które są częścią Beskidów Wschodnich.

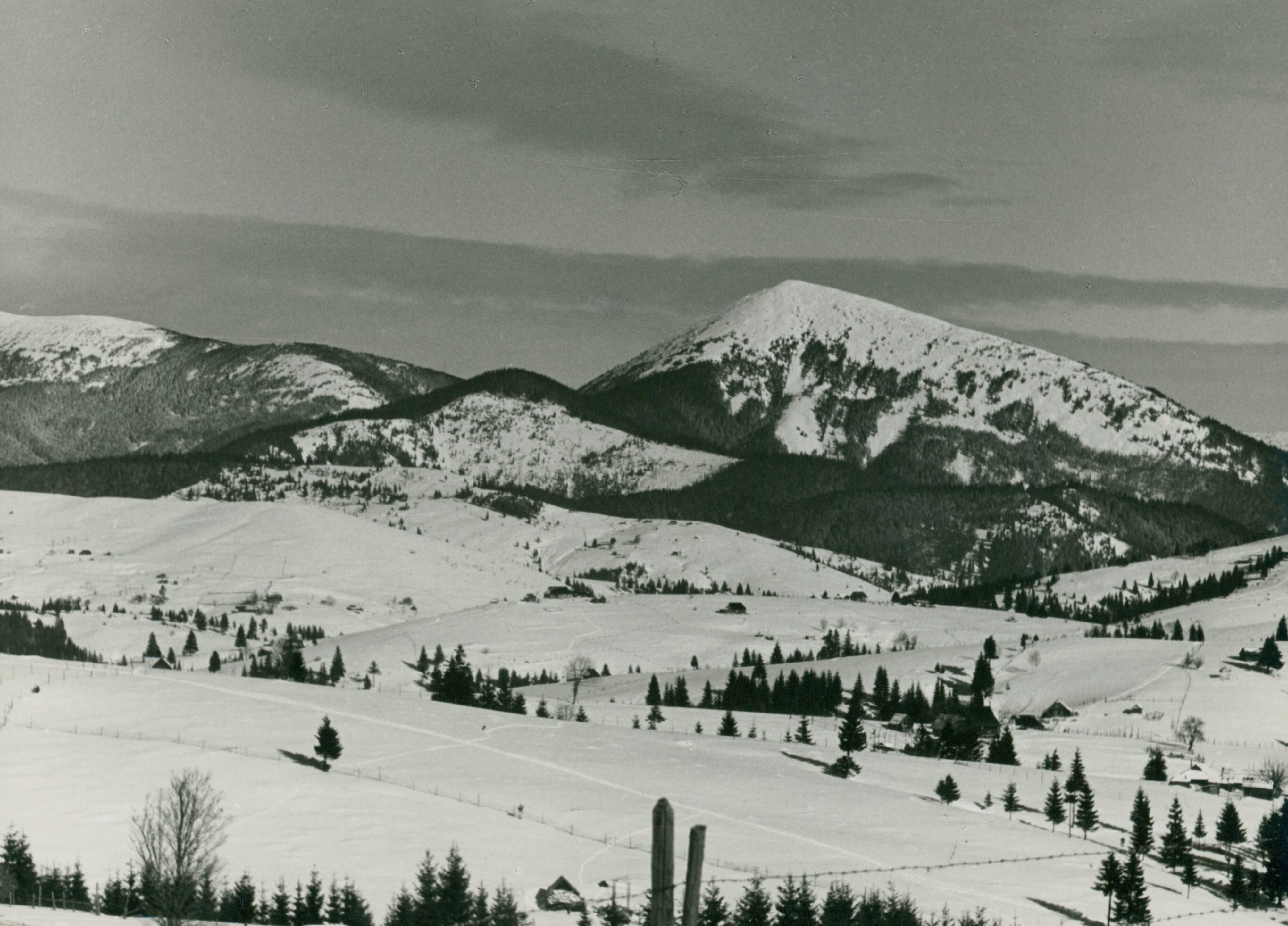
Widok na Chomiak w latach 30. XX w.

Ze szczytu widać sąsiednie góry i grzbiety: Syniak i Doboszanka (na północnym zachodzie), Jawornik (na północy), Liśniów (na wschodzie), a następnie grzbiet Rokiety z Łysiną Kosmacką. Na południowym wschodzie widać masyw Czarnohora z Howerlą. Najbliższe wsie to Tatarów i Polanica.